# Megaselia euryprocta
Megaselia euryprocta är en tvåvingeart som beskrevs av Schmitz 1957. Megaselia euryprocta ingår i släktet Megaselia och familjen puckelflugor. Inga underarter finns listade i Catalogue of Life.